# Deklaracja z Bergamo
Deklaracja z Bergamo – deklaracja przyjęta w 24 października 2014 przez walne zgromadzenie federacji FEANTSA (europejskich organizacji pracujących na rzecz walki z ubóstwem i bezdomnością) odbywające się po zakończeniu konferencji tego ruchu w Bergamo. Deklaracja wzywała nowe władze Unii Europejskiej do podjęcia działań mających na celu wydźwignięcie dwudziestu milionów ludzi z ubóstwa, co było wcześniej celem Unii, który nie został zrealizowany.
W deklaracji wskazywano, że od chwili ogłoszenia agendy Europa 2020 (2010) ubóstwo w ramach Unii Europejskiej rośnie. Od czasu przyjęcia agendy w Unii o sześć milionów wzrosła liczba ludzi doświadczających ubóstwa i wykluczenia społecznego. Unia oddaliła się więc od celu, który sama sobie wyznaczyła, tj. wydźwignięcia  z ubóstwa 20 milionów osób. Rosnące ubóstwo doprowadziło do dramatycznego zwiększenia skali zjawiska bezdomności i zagrożenia eksmisją w większości państw członkowskich.
W deklaracji podkreślono, że podczas inauguracyjnego wystąpienia, komisarz-elekt do spraw społecznych i zatrudnienia Marianne Thyssen stwierdziła, iż bezdomność jest dla niej oczywistym priorytetem, co FEANTSA przyjęła z uznaniem. Wezwano równocześnie Unię Europejską i poszczególne kraje członkowskie do wdrażania innowacyjnych i bardziej efektywnych programów na rzecz zwalczania bezdomności (sformułowano w tym zakresie siedem bardziej szczegółowych punktów).